# Strzępka szczecinkowa
Strzępka szczecinkowa (łac. setal hyphae) – występujący u grzybów rodzaj strzępki (łac. hypha) podobny do szczecinki (łac. seta). Występuje m.in. u wielu gatunków grzybów kortycjoidalnych i poliporoidalnych.
Strzępki szczecinkowe mogą mieć długość do 400 µm i szerokość 25 µm. Często są proste i biegną równolegle do rurek, ale u niektórych gatunków ich wierzchołek jest zagięty do hymenium i wyrasta ponad nie, co można zobaczyć przez dobrą ręczną soczewkę. Strzępki szczecinkowe mają jednakową szerokość, zwężają się tylko na wierzchołku i tym różnią się od szczecinek tramalnych. Mogą występować również w kontekście, zwłaszcza w jego brzeżnej części oraz w sznurach grzybniowych w zbutwiałym drewnie. Rozgałęzione strzępki szczecinkowe występują także na powierzchni włosków kilku gatunków Inonotus.